# قطعنامه ۱۴۹۴ شورای امنیت
قطعنامه ۱۴۹۴ شورای امنیت سازمان ملل متحد که در تاریخ ۳۰ جولای ۲۰۰۳ تصویب شد، سندی بین‌المللی دربارهٔ بررسی وضعیت در گرجستان است. این قطعنامه طی نشست ۴۸۰۰ام با ۱۵ رای موافق، ۰ مخالف و ۰ ممتنع تصویب شد.